# Wadotes calcaratus
Wadotes calcaratus är en spindelart som först beskrevs av Eugen von Keyserling 1887.  Wadotes calcaratus ingår i släktet Wadotes och familjen mörkerspindlar. Inga underarter finns listade i Catalogue of Life.